# حرفه بهداشت روان (مجله)
حرفه بهداشت روان (به انگلیسی: Mental Health Practice) نام مجله‌ای است که به زبان انگلیسی و در زمینه پرستاری به وسیلهٔ انتشارات کالج سلطنتی پرستاری (RCN Publishing) منتشر می‌شود. مطالب این ماهنامه بیشتر پیرامون پرستاری بهداشت روان است.